# ガルナーティー
アブー・ハーミド・ガルナーティー（Abu Hamid Muhammad b. Abd Al-Rahman b. Sulayman al-Mazini al-Qaysi al-Gharnati, 1080年 - 1169年10月30日）は、イスラーム世界の学者・旅行者・驚異譚書作者。
1080年にイベリア半島のグラナダに生まれ、1110年頃に同地を離れて北アフリカに滞在した。その後1117年にエジプトに入り、シリアを経由して1122年にバグダードに到着した後四年ほどを過ごした。1126年以降、カスピ海沿岸沿いにアルダビール、バクー、ダルバンドを経由して中央ユーラシアのステップ地域やハンガリーなどの東欧地域を巡り、1160年にメッカ巡礼を行った後バグダードに帰還した。彼はバグダード滞在中に自らが旅の中で経験した様々な驚異を記した『西方の驚異のいくつかを明らかにするもの』を著し、その後移住したモスルにおいても1162年に『理知の贈り物と驚異の精選』を著した。さらにアレッポに数年居住した後、ダマスクスに居を定め、1169年に同地で死亡した。

## 生涯と旅
ガルナーティーは30歳前後であった1110年頃に、故郷を離れて東方への旅に出発し、イブン・ジュバイルやイブン・バットゥータとは違い、その後も故郷に帰還することなく1169年にシリアのダマスクスで死亡した。不明の期間を除いても30年以上を異郷の地で過ごしたことになるが、彼が訪れた地についての記録が彼の著作の中に見られ、そこから彼の旅について再構成することができる。彼の旅の目的は明らかではないが、旅の初期には訪れた土地で学者に学問を学んでいたようであるので、イスラーム世界の学者にとっては一般的であった「知識の探求（タラブ・アルイルム）」のためのものであったとも考えられる。

### アンダルス〜マグリブ〜エジプト
イベリア半島を出たガルナーティーは、マグリブの地に8年ほど滞在したとされるが、彼がどの都市にどの程度滞在していたかについては不明である。その後彼は東方への旅を開始し、511年に地中海を東へと向かった。シチリアには航海上の理由から何日間か停泊していただけであったが、シチリアの火山に関する逸話なども彼の著作には残されている。船はエジプトのアレキサンドリアに到着し、ガルナーティーはアレキサンドリアの大灯台や「地下都市」を見て回った後、カイロへと向かった。おそらくはカイロを拠点として、カイロ近郊の古代遺跡の残るアイン・シャムス、古代遺跡の多く残る上エジプト、ナイル川の西に点在するオアシスにも足を運び見聞を広めた。

### エジプト〜シリア〜イラク
エジプトにしばらく留まった後、ガルナーティーはシリアへと向かった。彼のとった詳細な経路は不明であるが、アスカロンを経由してダマスクスに入ったことは間違いない。ダマスクスでは、あるマドラサの近くに居を定めていたようであり、学問に務めていたものと考えられる。その後1122年にはダマスクスを離れてバグダードに移住する。そこでは、後の宰相アウン・アッディーンの家に寄留し、1126年までそこに滞在した。彼はそこでも多くの師からハディースを聞くなど学問を修めたという。

### イラク〜イラン〜北方草原地帯
ガルナーティーがイラクを離れた理由はよくわかないが、1130年までには、イラン北部のアブハルを訪れたことが彼の記述からわかる。彼はその後さらに北へと進み、カスピ海西岸沿いにアルダビール、バクー、ダルバンドを経由して1131年にヴォルガ川下流域の町サクスィーンに到着し、そこに三年間滞在する。1134年になると、ガルナーティーはさらに北へ進みブルガールに滞在する。彼はその地の王とのかなり気さくなように見受けられる対話を記録しており、王から一定の待遇を受けていたと思われる。ブルガール滞在前後については記述がない空白期間となっているが、20年ほどの期間をブルガールかあるいはさらに北方で過ごしたと考えられる。

### 北方草原地帯〜東欧〜ホラズム〜メッカ〜イラク
ブルガールを去った年代も不明であるが、その後ガルナーティーはキエフの町を経由して、ハンガリーのバシュキールの人々の町に向かい、そこで1155年から1158年まで滞在することになる。そこでもハンガリー人の王に一定以上の待遇を受けていたことが窺われる。また、彼自身はローマ（あるいはコンスタンティノープルのことを指すのかもしれない）へも訪問することを望んでいたようであるが、果たすことはできなかった。その後彼は再びサクスィーンに戻った後、1159年にはホラズムに向けて出発する。さらに1160年にはメッカ巡礼を志してホラズムを出立し、一路メッカを目指し、その年のうちに巡礼を行った、そしてそこからバグダードに帰還した。

### イラク〜シリア
ガルナーティーは一度目のバグダード滞在時と同様に、宰相となっていたアウン・アッディーンの世話になり、一年あまりのバグダードの滞在の間に、彼は『西方の驚異のいくつかを明らかにするもの』を完成させている。その後彼はモスルに移り、1162年に彼の驚異譚書である『理知の贈り物と驚異の精選』をアブー・ハフス・アルダビーリーに献呈している。ガルナーティーはその後アレッポに数年住んだ後ダマスクスに居を定め、1169年10月30日に同地で死亡したという。

## 著作
ガルナーティーの現存する著作は以下の二つである。

### 『西方の驚異のいくつかを明らかにするもの』
一般にガルナーティーの「旅行記」として知られる著作。現存する写本に完本はなく、校訂も三つのそれぞれ異なる部分が出版されている。この著作は彼の二度目のバグダード滞在中に宰相アウン・アッディーン・イブン・フバイラのために執筆されたものであり、彼の故郷や旅の中で見た諸国と海の驚異について記したものとなっている。
体裁的には、日付順に記されたいわゆる旅の日記のようなものではなく、年代に関しても明記されていない箇所も多いが、彼の故郷であるイベリア半島のグラナダから始まり、エジプトからシリア、イラク、そして中央ユーラシア地域から東欧へという形で、概ね彼の旅した順に記述が行われ、メッカ巡礼を経てバグダードに帰還したところで著述が終わっている。

### 『理知の贈り物と驚異の精選』
1162年、モスルにおいてアブー・ハフス・アルダビーリーのために書かれた驚異譚の書。前著とは異なり、彼が実際に見聞したことだけではなく、驚異に関する様々な情報を以下の四章に分類、体系化して編纂したものとなっている。
1. 世界とその住人である人間とジンの記述
2. 諸国の驚異と建築物の珍奇の記述
3. 諸海、および、そこにいる動物たち、それから出る竜涎香とタール、そこの島々にある各種のナフタと火の驚異の記述
4. 発掘された場所と墓、復活の日まで保存されている偉大な人々の骨の記述

## 後世の評価
ガルナーティーの著作がイスラーム世界においてどの程度読まれたかについては不明な点も多いが、その写本の残存数から考えると、比較的良く読まれた部類に入ると考えられる。また、近代ヨーロッパの学問においては、「驚異の書」としてよりは「旅行記」として認識され、12世紀当時のことを伝える史料が少ない東欧や北欧に関する情報を伝えている貴重な記録として用いられることが多い。

## 文献
- J.C. Ducène, De Grenade à Baghdad: La relation de voyage d'Abu Hamid al-Gharnati (1080-1168), Paris: L'Harmattan, 2006.
- al-Gharnāṭī, Abū Ḥāmid, Al-Mu‘rib ‘an ba‘ḍ ‘Ayā‘ib al-Magrib (Elogio de Algunas Maravillas del Magrib), ed. & tr. Ingrid Bejarano, Madrid: Consejo Superior de Investigationes Cientificas, 1991.
- al-Gharnāṭī, Abū Ḥāmid, Al-Mu‘rib ‘an ba‘ḍ ‘Ayā‘ib al-Magrib(folios 97-114), Relacion de Viaje por Tierras Euroasiaticas, ed. C Dubler, Madrid: Consejo Superior de Investigationes Cientificas, 1953.
- J.C. Ducène, "De nouvelles pages du Mu‘rib ‘an ba‘ḍ ‘ağā‘ib al-Maġrib d’Abū Ḥāmid al-Ġarnāṭī", Al-Qantara 24(2003): 33-76.
- al-Gharnāṭī, Abū Ḥāmid, Tuḥfat al-Albāb wa Nukhbat al-A‘jāb, ed. Ismā‘īl al-‘Arabī, al-Jazā’ir: al-Mu’assasa al-Waṭanīya lil-Kitāb, 1989.